# 短棘脊鱨
短棘脊鱨，為輻鰭魚綱鯰形目脂鱨科的其中一種，為熱帶淡水魚，分布於非洲坦干伊喀湖流域，體長可達3.4公分，棲息在底層水域，生活習性不明。

## 扩展阅读
維基物種上的相關：短棘脊鱨